# Elidon Qenaj
Elidon Qenaj (* 22. Mai 2003 in Böblingen) ist ein deutsch-kosovarischer Fußballspieler.

## Karriere
Nach seinen Anfängen in der Jugend des VfB Vaihingen/Enz und des VfB Stuttgart wechselte er im Winter 2020 in die Jugendabteilung des 1. FC Heidenheim. Für seinen Verein bestritt er 18 Spiele in der A-Junioren-Bundesliga, bei denen ihm insgesamt fünf Tore gelangen. Im Mai 2022 unterschrieb er bei seinem Verein seinen ersten Profivertrag. Seinen ersten Profieinsatz in der 2. Bundesliga hatte er am 12. August 2022, dem 4. Spieltag, als er beim 3:0-Auswärtssieg gegen den 1. FC Nürnberg in der 83. Spielminute für Stefan Schimmer eingewechselt wurde.
Am 21. Februar gab der FCH die Verlängerung des Vertrages bis zum Sommer 2024 bekannt. Dieser wurde am Saisonende 2023/24 jedoch nicht verlängert.

## Erfolge
- Meister 2. Bundesliga 2023 und Aufstieg in die Bundesliga